# Итапема
Итапема (порт. Itapema)  —  муниципалитет в Бразилии, входит в штат Санта-Катарина. Составная часть мезорегиона Вали-ду-Итажаи. Входит в экономико-статистический  микрорегион Итажаи. Население составляет 67 338 человек на 2020 год. Занимает площадь 59,022 км².

## История
Город основан 21 апреля 1962 года.

## Статистика
- Валовой внутренний продукт на 2005 составляет 306.593.000,00 реалов (данные: Бразильский институт географии и статистики).
- Валовой внутренний продукт на душу населения на 2005 составляет 9.079,93 реалов (данные: Бразильский институт географии и статистики).
- Индекс развития человеческого потенциала на 2000 составляет 0,835 (данные: Программа развития ООН).

## География
Климат местности: субтропический.